# Felix Pfitzner
Felix Paul Carl August Pfitzner (* 4. August 1883 in Wiesbaden; † 9. März 1947 in Berlin) war ein deutscher Filmproduzent und Funktionär der Filmwirtschaft.

## Leben
Pfitzner machte zunächst eine Ausbildung zum Versicherungsfachmann und hielt sich anschließend einige Jahre im Ausland auf, unter anderem in den USA. Dort war er ab 1918 als Produktionsleiter tätig. Ab 1921 übernahm er diesen Aufgabenbereich auch beim deutschen Film. Zwischenzeitlich trat er überdies als Funktionär in Erscheinung; so zog Pfitzner am 24. Oktober 1929 als Chef der Europäischen Film-Allianz (EFA) in den Vorstand der Spitzenorganisation der Filmwirtschaft ein.
Im Dezember 1927 gründete er mit Fred W. Kraemer die Erda Film GmbH. Mit Anbruch der Tonfilm-Ära gründete Pfitzner die Cicero Film GmbH. Mit der 1931 gegründeten T.K. Tonfilm GmbH produzierte  er gemeinsam mit seinem Partner Dr. Ilia Salkind bis 1934 eine Reihe von leichtgewichtigen Unterhaltungsfilmen. 1934 musste der russische Emigrant und Kompagnon Salkind aus „rassischen“ Gründen das nationalsozialistische Deutschland verlassen. 1935 übernahm Pfitzner im Zuge der Arisierung die Cine-Allianz der jüdischen Filmproduzenten Arnold Pressburger und Gregor Rabinowitsch. Zuletzt stand er als Herstellungsgruppenleiter im Dienst des Firmenkonglomerats Berlin-Film.

## Filmografie (Auswahl)
als Produzent, Produktionsleiter oder Herstellungsgruppenleiter
| - 1928: Abwege - 1929: S.O.S. Schiff in Not - 1929: Die stärkere Macht - 1930: Wer hat Robby gesehen? - 1930: Die große Sehnsucht - 1930: Eine Stunde Glück - 1931: Seitensprünge - 1931: Ich geh’ aus und Du bleibst da - 1931: Ehe m.b.H. - 1931: Der Frauendiplomat - 1932: Eine von uns - 1932: Moderne Mitgift - 1932: Die Herren vom Maxim - 1933: Der große Bluff Die stärkere Macht (1929) - 1933: Die kleine Schwindlerin - 1933: Zwei im Sonnenschein | - 1933: Konjunkturritter - 1933: So ein Flegel - 1933: Es tut sich was um Mitternacht - 1934: Fräulein Frau - 1934: Heinz im Mond - 1934: Aufforderung zum Tanz - 1934: Ihr größter Erfolg - 1935: Eine Nacht an der Donau - 1935: Mazurka - 1935: Der Student von Prag - 1936: Allotria - 1939: Hurra! Ich bin Papa! - 1940: Wunschkonzert - 1940: Am Abend auf der Heide - 1941: Sechs Tage Heimaturlaub - 1942: Gefährtin meines Sommers - 1944/51: Zwischen Herz und Gewissen |